# Hospital Universitario de Ceuta
El Hospital Universitario de Ceuta es un hospital público situado en Ceuta, y forma parte del Instituto Nacional de Gestión Sanitaria (INGESA).

## Historia

### Antecedentes.SigloXV
Los portugueses constituyeron La Santa y Real Casa de la Misericordia a finales del siglo XV, para realizar actividades de atención médica y benéfica en la ciudad. En 1520, se instala en la ermita de San Blas, y se mantendrían allí hasta 1694, año en el que el asedio del Muley Ismaíl destruyó las instalaciones tras un bombardeo. Fue trasladado a la ermita de San Sebastián, en el barrio de la Cerca.

### El Hospital Real de Ceuta.SigloXVIII[2]
El Hospital Real de Ceuta, construido a principios del siglo XVIII, asumió la actividad hospitalaria de la ciudad. Fue diseñado inicialmente por Pedro
d’Aubeterre, comenzando las obras en 1699 a instancias del gobernador, el marqués de Villadarias. En 1705, tenía ya plena actividad atendiendo a 200 enfermos, aunque las obras continuarían hasta la década de 1720. Ubicado junto a la iglesia de San Francisco, sufrió reformas y remodelaciones bajo los diseños de los ingenieros Miguel Sánchez Taramas y Bueno y Domingo de Arbunies entre 1729 y 1731.

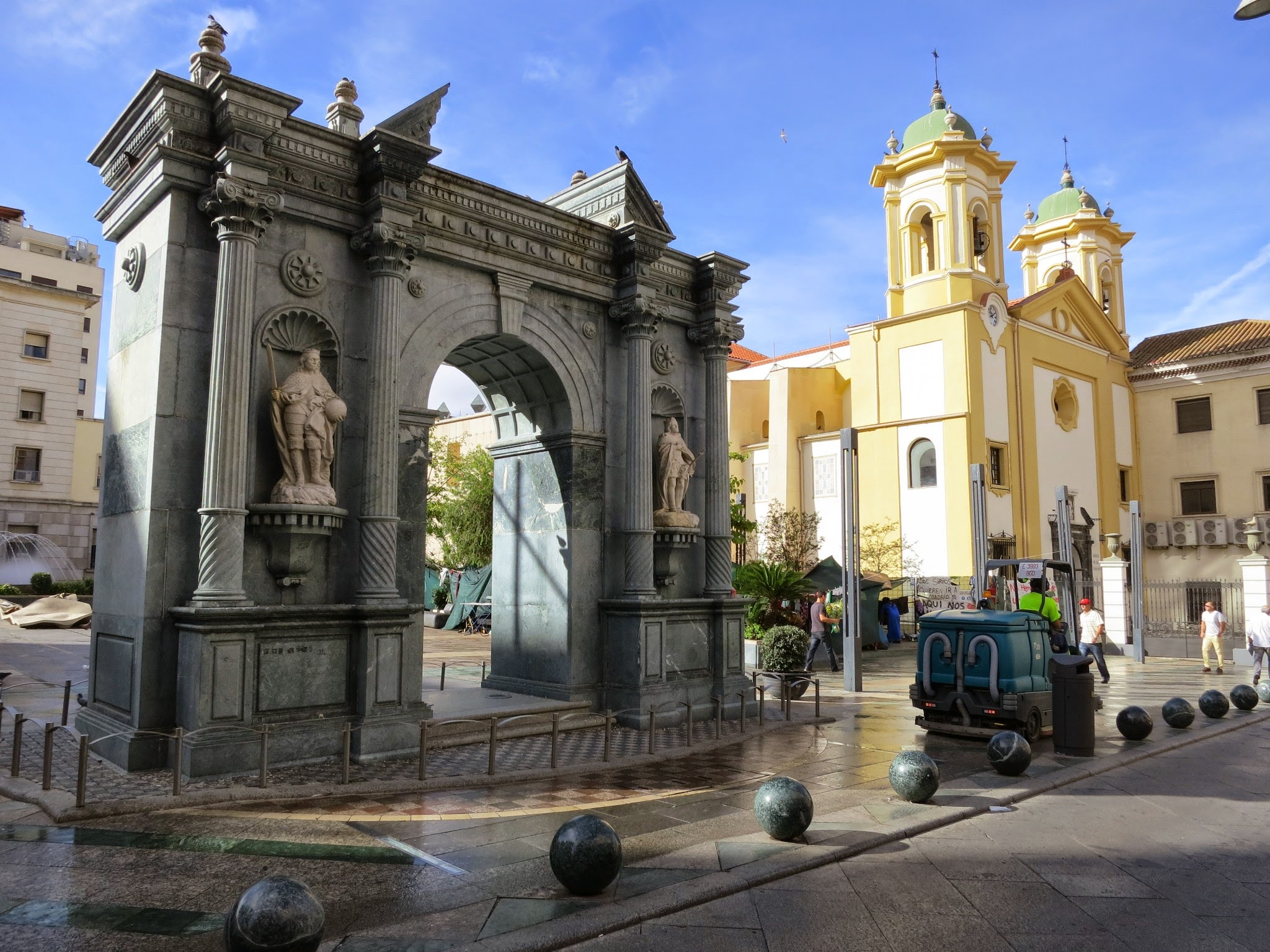
Réplica de la entrada del Hospital Real de Ceuta, en la Plaza de los Reyes

Fue demolido durante la Segunda República Española en la década de 1930, debido a la nueva planificación urbana y, en su lugar, se abrió una plaza pública llamada plaza de los Reyes. Hoy se conserva una réplica de su entrada en la Plaza de los Reyes, construida en 2006.

### SigloXX
En 1918 había sido construido el Hospital de la Cruz Roja, para sustituir al anticuado y desbordado Hospital Real. Los médicos de la beneficencia local atendían a la población de Ceuta en la Clínica Municipal, situada en el actual Paseo de las Palmeras.
Para mediados de siglo XX se planificó un nuevo Hospital de la Cruz Roja en los terrenos de Las Balsas, inaugurado en 1969 por el entonces alcalde D. José Zurrón, y su primer Director fue el Dr. Antonio Ballesteros. en 1969. Si bien mejoró la calidad asistencial de la población, estando activo durante 41 años, su pequeño tamaño y antigüedad impulsó la construcción de un nuevo hospital para finales de la década de 1990.

### SigloXXI
En 1999 se convocó el concurso para el diseño del proyecto del nuevo hospital, cuyas obras comenzaron en 2003, con un  presupuesto de casi 120 millones de euros.
En septiembre de 2009 se inauguró de manera parcial (tan sólo las consultas externas). En febrero de 2010 se realizó la apertura de la unidad de hospitalización.

## Cobertura asistencial
El Hospital Universitario de Ceuta atiende a una población superior a 84.000 habitantes, correspondiente a la Ciudad Autónoma de Ceuta. El hospital está ubicado en la zona sur de la ciudad. 

### Atención Primaria
Es el hospital asignado para 3 centros de salud y 1 consultorio de Atención Primaria, entre los que se incluyen: 
- Centro de Salud Recinto
- Centro de Salud Otero
- Centro de Salud Tarajal
- Consultorio de Benzú

## Cartera de Servicios
| - Alergología - Aparato Digestivo - Cardiología - Endocrinología - Geriatría - Hematología y Hemoterapia - Medicina Interna - Neumología - Neurología - Neurofisiología - Oncología - Pediatría - Reumatología - Urgencias | - Cirugía General y de Aparato Digestivo - Dermatología - Obstetricia y Ginecología - Oftalmología - Otorrinolaringología - Traumatología y Cirugía Ortopédica - Urología | - Análisis Clínicos - Anatomía Patológica - Anestesiología y Reanimación - Bioquímica - Farmacia Hospitalaria - Medicina Intensiva - Medicina Preventiva - Medicina del Trabajo - Microbiología y Parasitología - Psiquiatría - Psicología Clínica - Radiodiagnóstico - Radiofísica Hospitalaria - Rehabilitación |

## Personal
En el centro trabajan alrededor de 830 profesionales. Cuenta con:
- facultativos 144
- enfermería 241
- Otro personal 447

## Instalaciones y recursos
El Hospital Universitario de Ceuta está ubicado en un solar de más de 30.000 metros cuadrados, y está constituido por un edificio central, que contiene servicios médicos y quirúrgicos en dos plantas superpuestas con otros edificios perimetrales que albergan las áreas de Hospitalización, Urgencias, Consultas Externas, Administración y Cafetería. 
El hospital dispone de:
- camas instaladas 246
- quirófanos 6
- consultas externas 18
- tomógrafos computarizados 1
- resonancias magnéticas 1

### Accesos
Al Hospital Universitario de Ceuta se puede llegar en transporte público de Ceuta mediante las  líneas de autobús 4, 7 y 8